# Ordine dell'Amicizia (Armenia)
L'Ordine dell'Amicizia è un'onorificenza dell'Armenia.

## Storia
L'Ordine è stato fondato il 9 agosto 2014.

## Assegnazione
L'Ordine è assegnato ai cittadini della Repubblica di Armenia e ai cittadini stranieri, figure politiche, economiche, sociali, religiose, per premiare il contributo significativo al rafforzamento e allo sviluppo della cooperazione politica, economica, scientifica e didattica, della comprensione culturale e religiosa e delle relazioni amichevoli tra le nazioni.

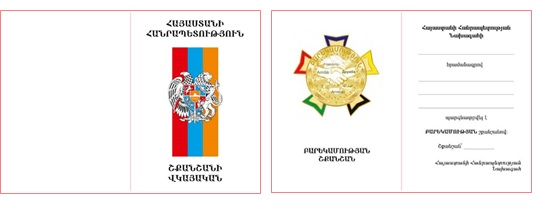
Documento di attestazione

## Insegne
- Il nastro è rosso con al centro il tricolore armeno rosso, blu e arancio.